# Майюм Чойинг Вангмо Дорджи
Майюм Чойинг Вангмо Дорджи — мать бутанской королевы Кесанг Чоден. Наибольшую известность приобрела благодаря разработке флага Бутана. Умерла в 1994 году, была кремирована.

## Работа
Начала создавать флаг Бутана по просьбе дочери, так как стране нужен был флаг для участия в первой азиатской конференции в Нью-Дели 23 марта 1947 года, на которую Бутан пригласили присутствовать вместе с 27 другими азиатскими странами. Майюм Чойинг Вангмо Дорджи и премьер-министр Бутана Джигме Палден Дорджи представляли Бутан на конференции.